# خمودگی سطح مایع

آ: خمودگیِ مقعر. ب: خمودگیِ محدب.

خمودگیِ سطحِ مایع یک خمیدگی در سطحِ بالاییِ مایعی است که در یک ظرف قرار دارد.
این خمودگی در بخشِ بالاییِ مایع که نزدیک به لبهٔ ظرف است ایجاد می‌شود و ناشی از کشش سطحیِ آن مایع است. خمودگیِ سطحِ مایع می‌تواند به شکلِ محدب و مقعر باشد. شکلِ خمودگی، به کششِ درونیِ مایع و سطحِ ظرف بستگی دارد.

## خمودگی محدب
خمودگی محدب هنگامی رخ می‌دهد که ذراتِ درونِ مایع، کشش و جاذبهٔ قوی تری به یکدیگر نسبت به موادِ تشکیل دهندهٔ ظرف دارند. همچون رفتارِ بین جیوه و جدارِ شیشه ای در فشارسنجها و دماسنج‌ها.